# فرزندان توانا
فرزندان توانا (به انگلیسی: The Mighty Macs) فیلمی محصول سال ۲۰۰۹ و به کارگردانی تیم چمبرز است. در این فیلم بازیگرانی همچون کارلا گوجینو، الن برستین، مارلی شلتن، دیوید بورناز و فیلیس سامرویل ایفای نقش کرده‌اند.